# 勃歐民族組織
勃歐民族組織是一個緬甸勃歐族的政治團體。其旗下有500-600人規模的勃歐民族軍。
1991年4月11日，勃歐民族組織與軍政府簽訂了停戰條約。根據該條約，勃歐民族組織可管理撣邦南部的第六特区，並能獲得不少經濟援助。

## 歷史
1949年，克伦自卫队占领东枝后，勃欧族领导人拉佩组建了勃欧民族解放组织，12月11日拉佩率领约1000人参加了反对缅甸政府的武装斗争，拉佩此后遭奈温军政府以何谈的名义逮捕并关押7年。1950年7月，勃欧族军事负责人波羌匆向缅甸政府投诚，成立了勃欧民族联盟（Union Pa-o National League）。由于受到掸族土司打压，1951年波羌匆又率部转入地下。1958年5月8日，波羌匆和拉佩率1200馀人在东枝再次向缅甸政府投降，成立了勃欧民族解放党。其馀部波桑顶等人仍率部继续在山区斗争。1964年7月，缅甸政府以波羌匆勾结缅甸共产党为由，将其逮捕，导致多支勃欧民族武装又转入地下开展斗争。其中波桑顶与德格列通过联合，在东枝以南地区逐渐有了较大影响。1965年，波桑顶联合前勃欧族领导人成立了勃欧解放组织，拥有武装力量1000馀人，编为2个营。该部初期与缅共较好，接受缅共训练，并与缅共协同作战。
1966年，重获自由的波羌匆发起成立了掸邦各民族解放组织，并发动武装起义。想要以武力逼迫缅甸政府释放战时内阁部长拉佩和其他在1962至1964年间被政府拘捕的勃欧族领导人，但遭到奈温的拒绝。1967年由于波桑顶反对与缅共进一步联合，导致勃欧解放组织分裂，倾向于与缅共联合的德格列离职返乡。1968年2月，掸邦各民族解放组织联合勃当族、克耶族和掸族，打出了掸邦解放军的旗号。同年，掸邦各民族解放组织和缅共在茵莱湖地区爆发了一次冲突。10月，波桑顶企图合并莫亨的掸邦联合革命军，被莫亨打死。此后，缅共干部拉貌和民族民主团结阵线的桑挺继任领导人，德格列担任副主席，克伦人达卡雷担任参谋长。20世纪60年代末70年代初，掸邦各民族解放组织对缅甸政府控制的城镇和驻扎在山区的缅军发动了一系列的攻势，夺取了政府军的大量武器弹药。同时他们也与这一地区的其他少数民族武装特别是掸邦军建立了良好的关系。
1970年勃欧族反政府武装对部队进行重组，新成立了掸邦各民族人民解放军。同年开始与缅共合作，并逐渐被至于缅共的支配之下。1970年3月25日，该组织与新克洋邦党、克伦尼民族进步党建立了联合阵线。由于受到政府军的攻击，勃欧族武装被迫分成小股活动，到1972年3月，勃欧族武装力量减少到365人。20世纪70年代初，该武装深受缅共和克伦民族联合党（KNUP）影响，克伦民族联合党甚至派出波桑林出任该组织顾问。1972年被缅甸政府监禁的勃欧族领导人拉佩等被解除监禁后于同年7月成功逃回到了掸邦各民族解放组织的辖区。作为老资格的勃欧民族武装领袖，拉佩与掸邦各民族解放组织中的缅共顾问和克伦人达卡雷意见不合，意图重新回到勃欧单一民族武装的道路，由此导致组织内部分裂。拉佩逃回前一个月即1972年6月当选的掸邦各民族解放组织主席达卡雷也发表声明不同意掸邦各民族解放组织回到50年代时的狭隘民族主义运动老路上去。
1973年11月，达卡雷的支持者和前领导人拉佩的支持者发生内讧，拉佩、觉盛等人22人被迫出逃，其三名支持者被杀。随后由于在是否与缅共联合的问题上出现了分歧，同年11月16日，该武装中反对接受缅共指导的一派在拉佩和昂坎梯的领导下自立。拉佩带着一小股力量，打着掸邦各民族解放阵线(SNLF)的新旗号返回到迈空山区。拉佩的继任者昂坎梯继续向北进发，进入近东地区与掸邦各民族解放组织进行小规模的战斗，同时在沿途招募村民入伍。随后，掸邦各民族解放组织分裂为两派：即红色掸邦民族解放组织和白色掸邦民族解放组织。1974年3月，达卡雷的支持者与掸邦进步党签订了军事协议，掸邦进步党当时正与缅共进行军事合作，7月，与缅共进行了正式会谈。达卡雷尚属于谨慎地与缅共合作者，而亲共的德格列于1974年8月宣布成立掸邦各民族人民解放组织（SSNPLO），武装定名为掸邦人民解放军（SPLA），这就是上述俗称红色掸邦民族解放组织的正式称号。而右翼吴奈密、吴觉盛领导的一部分习惯上称为白色掸邦民族解放组织。红色掸邦民族解放组织方面，1976年4月，缅共与之协商，由德格列率领约200人赴缅共总部邦桑接受军政训练。5月1日，掸邦各民族人民解放组织决定接受缅共领导。1977年2月，德格列率部回到加度基地区，缅共4045营随同到达，并改编为该组织的第7610营。1981年，缅共68师再次派遣3个营来到加度基地区。缅共解体后，该组织继续与缅甸政府对抗。1992年1月，德格列与掸邦联合革命军、蒙泰军及北掸邦军签订了军事联合协定。由于局势的恶化，民族武装斗争越来越艰难，其他少数民族的和解也对该组织起到了一定刺激作用。1994年10月9日，吴塔卡尔率部与缅甸政府达成和解，进入法律范围。截止21世纪初，掸邦各民族人民解放组织拥有兵力200馀人。
拉佩方面，1974年12月，拉佩率部攻打掸邦各民族解放组织在萨尔温江靠近缅泰边境的梅奥地区阵地和在迈空山区的阵地后，再次西进，迫使达卡雷逃入克伦尼民族进步党总部避难。1975年，拉佩去世，其后昂坎梯任领导人。1976年12月，白色掸邦民族解放组织与昂坎迪等人领导的武装势力合并为勃欧民族组织（PNO），武装定名为勃欧民族军（PNA）。1977年11月至12月，勃欧民族组织主席觉盛、中央委员色雅相继向缅甸政府投诚。此后，昂坎梯开始把勃欧民族组织改造成一支最多时达到800人的部队。勃欧民族组织还加入了少数民族组织统一战线——民族民主阵线，在该阵线曼尼普尔派有常驻代表。1983年5月，勃欧民族组织内部在是否与掸邦联合革命军联合等问题上意见不一，导致内讧。1988年2月21日在当地佛教僧侣的调解下，达卡雷和昂坎梯代表各自的派别在良瑞镇签订了停战协议。1989年以来，随着缅共的解体，许多少数民族武装组织进入法律范围内活动，实现了地区和平。1990年勃欧民族组织与政府军会谈，决定放弃武装对抗。1991年2月18日，昂坎迪率领所部1400人携带各式武器1320件向缅甸政府投诚。1991年4月11日，勃欧民族组织与国家恢复法律与秩序委员会达成停火协议，缅甸政府承认其辖区为掸邦南部第六特区，该特区目前已经改编为勃欧自治区。21世纪初，该组织尚有武装500馀人。坚持武装斗争路线的坤奥卡上校则于1991年6月18日成立了勃欧人民解放组织（PPLO）。

## 现状
2009年12月9日，勃欧民族军（PNA）接受缅甸军政府改编成民团，勃欧民族组织（PNO）转型成为注册政党，勃欧民团仍自称勃欧民族军，并喜欢佩戴勃欧民族军臂章，而非统一的民团臂章。
2021年2月1日缅甸军事政变后，有报道称勃欧民族组织在其控制区强征兵员进行军事训练，还向当地居民收取军费。而勃欧民族组织领导的勃欧民团则积极协助缅军的军事行动。
2024年1月24日，勃欧民族解放军进攻缅军攻下昔胜镇，同缅军激战3个月，勃欧民团配合缅军作战。并且在2024年4月，成功击败勃欧民族解放军夺回昔胜镇，并且抢夺了勃欧民族解放军的大片占领区。支援勃欧民族解放军的克伦尼民族保卫军，也被勃欧民团打败。
2024年4月份开始，勃欧民团开始扩军，在三个月左右时间，就已经将勃欧民团的兵力，由3000余人扩展到15000人左右，10月份以后又准备再扩军20000达到40000人规模，所有的武器和装备，全部由缅军提供，各种新式武器和无人机等装备，全部装备到勃欧民团里边。